# Petromus typicus
Genre
Espèce
Répartition géographique
Statut de conservation UICN

 LC  : Préoccupation mineure
Le Rat typique des rochers (Petromus typicus) est l'unique espèce actuelle du genre Petromus et de la famille des Petromuridae. Il s'agit d'un rongeur appelé aussi plus simplement « rat des rochers ». On le rencontre dans le sud de l'Afrique, en Angola, Namibie et Afrique du Sud.

### GenrePetromus
- (en) Mammal Species of the World (3e  éd., 2005) : Petromus  A. Smith, 1831
- (en) Catalogue of Life : Petromus A. Smith, 1831 (consulté le 11 décembre 2020)
- (en) Paleobiology Database : Petromus  Smith 1831
- (fr + en) ITIS : Petromus  A. Smith, 1831
- (en) Animal Diversity Web : Petromus
- (en) NCBI : Petromus (taxons inclus)
- (en) UICN : taxon  Petromus  (consulté le 6 janvier 2023)

### EspècePetromus typicus
- (en) Catalogue of Life : Petromus typicus A. Smith, 1831
- (fr + en) ITIS : Petromus typicus  A. Smith, 1831
- (en) Animal Diversity Web : Petromus typicus
- (en) NCBI : Petromus typicus (taxons inclus)
- (en) UICN : espèce Petromus typicus  A. Smith, 1831